# 2014 DX110
دي أكس 110 (بالأنكليزية:DX110) هو كويكب قطره 30 مترا من كوكب الأرض، على مسافة تعادل 0.9 من نصف قطر مدار القمر.
اكتشف علماء الفلك في مرصد جزر هواي هذا الكويكب في 28 فبراير/شباط الماضي ويقول خبراء وكالة الفضاء الأمريكية ناسا إن الكويكب 2014 DX110 سيحلق على مسافة تبعد عن كوكب الأرض مسافة تعادل تسعة أعشار نصف قطر مدار القمر وبلغت سرعة الكويكب نحو 53 ألف كلم/س.
وتعادل المسافة بين مساره ومدار كوكب الأرض 290 ألف كلم. وبموجب الحسابات التي أجراها علماء الفلك سيكون هذا الكويكب بعيدا عن مركز الأرض مسافة 340 ألف كلم وذلك في الساعة الواحدة و7 دقائق ليلة 6 مارس/آذار 2014 في أقرب مسافة له.